# System przenoszenia oporządzenia M1967 MLCE
System przenoszenia oporządzenia M1967 Modernized Load-Carrying Equipment – system przenoszenia oporządzenia osobistego Sił Zbrojnych USA w latach 1968–1972. Skonstruowany jako uzupełnienie systemu M1956. Zastąpiony przez system ALICE.

## Historia
Zaangażowanie się USA w wojnę wietnamską wymusiło stworzenie nowego oporządzenia. Bawełniany drelich, z którego wykonane było oporządzenie M1956, nawet po zaimpregnowaniu był podatny na wilgoć i często gnił. Wojna w dżungli wymusiła znalezienie nowego materiału, którym został nylon. Jest lekki, odporny na wilgoć, absorbujący zaledwie 8% wody oraz wytrzymały. System M1967 nie wyparł całkowicie oporządzenia w systemie M1956, stanowił za to uzupełnienie przeznaczone na teren Wietnamu.

## Konstrukcja
System M1967 niewiele różnił się od systemu M1956. Główną zmianą było zastosowanie nylonu zamiast bawełny, a także zastąpienie elementów stalowych aluminiowymi oraz z tworzywa sztucznego.
Nowe szelki posiadały karabinki pozwalające przymocować chlebak w górnym położeniu. W praktyce to rozwiązanie było bardzo rzadko stosowane. W ładownicy na magazynki do M16 zastosowano klamrę plastikową. W pokrowcu na manierkę M1961 dodano kieszonkę na tabletki do odkażania wody zamykaną na rzep.
Wprowadzono nylonowy pokrowiec na śpiwór w miejsce zestawu troków. Powstał także nowy pokrowiec na łopatkę. Dostosowany był do nowego typu łopatki (składana, całkowicie metalowa). Zamykano go na plastikową klamrę.
Powstały także nowe elementy: manierka o pojemności 2 kwart, materiałowy pojemnik na wodę o pojemności 5 kwart oraz manierka arktyczna.
Ponadto warunki wymogły wprowadzenie plecaka tropikalnego. Plecak tropikalny M1967 wykonany był z nylonu. Oprócz worka głównego, posiadał 3 duże kieszenie. Po bokach miał uchwyty do przenoszenia dodatkowego oporządzenia, m.in. maczety. W klapie plecaka zamykanej za pomocą dwóch troków, umieszczono gumowaną płaską kieszeń. Całość zamocowano na metalowej ramie. Do plecaka dołączano cztery wodoszczelne worki: jeden duży do worka zasadniczego oraz trzy mniejsze do każdej z kieszeni.